# Fytinsyra

Strukturformel för fytat.

Fytinsyra (hexafosforsyraestern av inositol, IP6) är en organisk fosforförening. Fytinsyra är den huvudsakliga lagringsformen för fosfat och katjoner i många växter. Vid fysiologiskt pH (6-7) förekommer molekylen i jonform som fytat och har sex negativt laddade fosfatgrupper.
På grund av sin struktur bildar fytatjonen kelat med metallkatjoner och är härigenom en absorptionshämmande faktor som bland annat påverkar upptaget av mineralämnen, som kalcium, järn, zink och magnesium. Fytinsyra förekommer i baljväxter, spannmål, grönsaker och nötter samt frön av oljeväxter.
Fytinsyra återfinns bl.a. i fullkornsmjöl, eftersom de finns i skaldelarna på spannmålskärnan som används vid tillverkning av fullkornsprodukter. Fytinsyrans hämmande effekter i tarmen kan minskas genom surdegsjäsning eftersom jäst har ett enzym, fytas, som bryter ner fytinsyra. Djur producerar inte fytas, men bakterierna i tarmen hos idisslare gör det och idisslarna påverkas därför inte till skillnad från övriga djur utan en sådan bakterieflora (som exempelvis människor). Fytat kan genom sin förmåga att kelatbinda järn fungera som antioxidant.